# Elmer Plummer
Elmer Plummer (6 novembre 1910, Redlands, Californie - 31 décembre 1986) est un peintre aquarelliste et artiste d'animation américain. Il est connu entre autres pour son travail au sein de studios Disney.

## Biographie
Né en Californie, il s'intéresse à l'art et après un passage à l'école militaire de San Diego, il étudie à la Chouinard School of Art. Il devient membre de la California Water Color Society dans les années 1930.

## Filmographie
- 1938 : Porky in Wackyland, décor et layout
- 1940 : Fantasia
  - segment Toccata et Fugue en Ré Mineur, développement de l'histoire
  - segment Casse-Noisette, conception des personnages
- 1941 : Dumbo, conception des personnages
- 1943 : Victoire dans les airs, direction artistique
- 1944 : Les Trois Caballeros, scénario
- 1946 : La Boîte à musique, supervision artistique
- 1946 : Mélodie du Sud, traitement artistique
- 1967 : Picsou banquier, décor